# ドイツ人民党
ドイツ人民党（ドイツじんみんとう、ドイツ語: Deutsche Volkspartei、略称：DVP）は、ヴァイマル共和政期のドイツの政党。実業家を中心に支持され、政治スタンスとしてはリベラル右派の政党だった。ドイツ人民党の他、ドイツ国民党とも訳される。

## 党史

### 結党と党の基本的立場
革命直後の1918年11月16日に帝政時代のブルジョワ自由主義政党である国民自由党（Nationalliberale Partei、略称NLP）や進歩人民党（Fortschrittliche Volkspartei略称FVP）の党員たちの間で新党ドイツ民主党（Deutsche Demokratische Partei、略称DDP）結成の呼びかけが行われた。

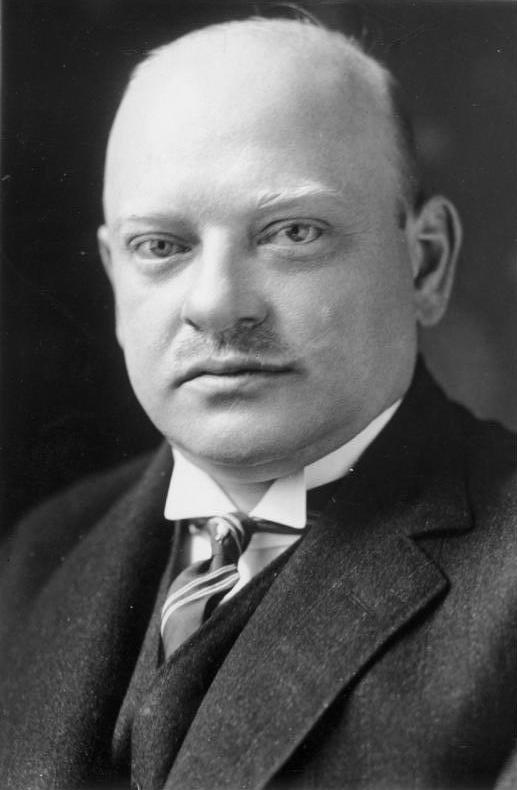
グスタフ・シュトレーゼマン

しかし新党結成をめぐってグスタフ・シュトレーゼマンの存在が問題となった。シュトレーゼマンは戦時中に無制限潜水艦作戦など対外強硬策を唱道し、軍部のルーデンドルフの政治干渉にも賛成する立場を取ったため、自由主義者の間での彼の評判は悪くなっていた。民主党の設立メンバーのうち特にヒャルマル・シャハトとアルフレート・ヴェーバーがシュトレーゼマンの新党参加に反対した。
この「仲間外れ」の扱いに怒ったシュトレーゼマンは、1918年12月15日の国民自由党中央委員会において必要な多数の支持を得て国民自由党を「ドイツ人民党（Deutsche Volkspartei、略称DVP）」に改組することを決議した。これにより自由主義勢力の分裂は決定的となり、自由主義右派は人民党、自由主義左派は民主党へ参加することになった。ただし人民党参加者はシュトレーゼマンより右寄りであることが多く、そのためシュトレーゼマンが外務大臣となって融和的な対外政策を行っていた際、自党内でしばしば困難な立場に立たされ、党外の左派に支持を求めねばならない局面が多かった。
人民党は「実業界の親玉の政党」と俗称されたように議員の多数が大企業や銀行の取締役会や監査役会の理事で占められていたが、政党政治においては大企業や銀行から一定の自立性を有した。多くの業者別・地域別団体の頂上組織で当時最大の利益団体だったドイツ工業全国連盟(RDI)は、人民党を中心にブルジョワ政党を支援していた。人民党はヴァイマル共和政に明確に反対しなかったが、帝政色も多分に有していた。皇位復活については当初未決定という立場を取ったが、1919年10月の第二回党大会で立憲君主制を目指すと定めた。

### 与党の地位を定着させるまで
1919年1月の国民議会選挙では人民党の獲得議席は19議席獲得にとどまった。第一党となった社民党、第二党の中央党、第三党の民主党による連立政権「ヴァイマル連合」が形成され、人民党は野党となった。同年7月のヴァイマル憲法の投票には反対票を投じた。
1920年6月の国会総選挙では与党「ヴァイマル連合」は議席を落とす一方、人民党が65議席に躍進した。この選挙の結果、社民党首班政権は崩壊し、後任の内閣には人民党を入閣させることになった。社民党には人民党への拒否感が強かったので、社民党が政権を離脱し、中央党、民主党、人民党の連立によるフェーレンバッハ内閣が誕生する運びとなった。1921年3月のロンドン会議で決まった巨額の賠償金についてフェーレンバッハ内閣は受諾不可能として辞職。賠償金を受諾した後任のヴィルト内閣には人民党は参加せず、代わりに社民党が復帰した。
しかし大統領フリードリヒ・エーベルトもヴィルトも政権安定のためには人民党を政権に入れる必要があると判断し、人民党の再入閣を呼びかけた。人民党の方でも党首シュトレーゼマンがヴァイマル共和制の情勢を安定させる必要性を説いて党内右派を抑えることに努め、再び人民党が入閣することになった。社民党が人民党の入閣に反発して政権離脱したためヴィルト内閣は瓦解したが、代わって中央党、民主党、人民党、バイエルン人民党の連立によるヴィルヘルム・クーノ内閣が成立した。以降人民党は基本的に与党であり続けることになる。

### シュトレーゼマンの首相・外相期

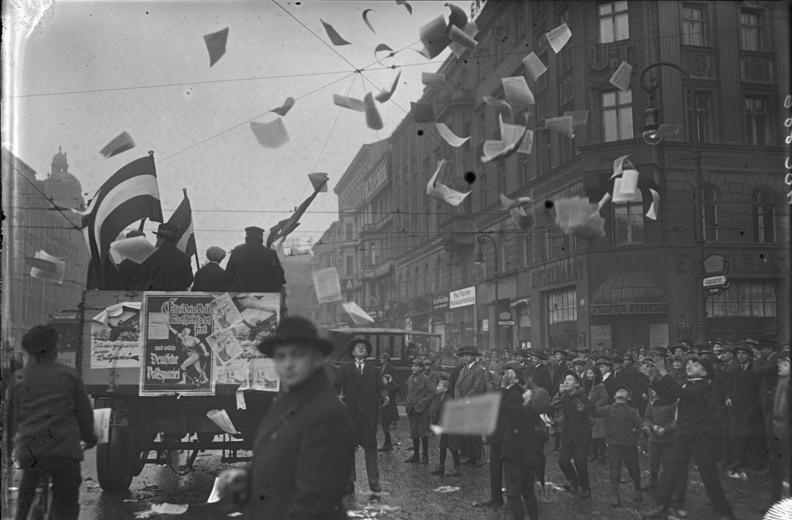
1924年12月の国会選挙での人民党の選挙キャンペーン

1923年1月にフランス軍によるルール占領があり、それに対してクーノ内閣は「消極的抵抗」路線を取ったが、それにより極度のハイパーインフレーションが発生した。夏までにはクーノ内閣は完全に行き詰り、代わってシュトレーゼマンを首相とする人民党首班内閣が誕生し、共産党と国家人民党の左右両極を除く全政党の支持を受けた。この内閣は3か月しか続かなかったが、ルール地方の「消極的抵抗」の中止とレンテン・マルクによるマルクの安定という功績を残した。
その後シュトレーゼマンは、1923年から1929年の死去まで第1次・第2次マルクス内閣、第1次・第2次ルター内閣、第3次・第4次マルクス内閣と6つの内閣で一貫して外務大臣を務めた。シュトレーゼマンはヴェルサイユ条約の遵守を旨とする「履行政策」を推進し、西方諸国との親善関係を増進させ、1926年にはノーベル平和賞を受賞した。国内的にはシュトレーゼマンは社民党を含めた大連合政権を重視したが、社民党との連合は固執した訳ではなく、独立社民党との合併により左派色を強めていた社民党が連合のパートナーに足る安定性をかくならば、その代わりに国家人民党を入閣させることも計算に入れた。
1928年5月の国会選挙に社民党が勝利したことで社民党党首ヘルマン・ミュラーを首相とする内閣（社民党、中央党、民主党、人民党、バイエルン人民党の連立内閣）が発足したが、1929年中の世界大恐慌で失業者が増大する中、職業安定所の補助金や失業保険の財源を巡って経済界を代弁する人民党は企業の負担増を求める社民党と対立を深めた。シュトレーゼマンは内閣を崩壊させまいと党に妥協を呼びかけたものの人民党はこれを拒否。この間に重病を患ったシュトレーゼマンはもはや人民党が自らの党ではなくなったことを悟って「人民党は純然たる資本家の手先になってしまった」と嘆いた。

### シュトレーゼマンの死後
1929年10月にシュトレーゼマンが死ぬとエルンスト・ショルツが代わって党首になったが、党内右派を抑えられる者がいなくなり、大連合政権の和を乱すようになった。1930年初めには社民党と失業者政策をめぐって争い、同年3月にヘルマン・ミュラー内閣は調整不可能に陥って崩壊するに至った。
これ以降国会に多数派を確保せず、大統領緊急令をもって政治を行う「大統領内閣」の時代が始まる。最初の大統領内閣であるハインリヒ・ブリューニング内閣には人民党員の蔵相パウル・モルデンハウアーと外相ユリウス・クルチウスが留任し、人民党は一応与党にとどまった。しかし困窮献金法案を巡って1930年6月にモルデンハウアーは党内右派の批判を受けて辞職に追い込まれている。
1930年9月の総選挙では最も得票率を凋落させた政党となった。15議席も失って30議席に落ち込んだ。1930年11月にはエドゥアルト・ディンゲルダイが党首に就任したが、彼は徐々にブリューニング政権から離れていき、1931年9月に国家社会主義ドイツ労働者党（ナチス党）や国家人民党が提出した内閣不信任案に賛成した（ただしシュトレーゼマン以来の大連合政策を維持しようという人民党議員が数名ディンゲルダイに造反して反対票を投じている）。1931年10月にブリューニング内閣の再組閣が行われたが、この際にクルチウスが外相を辞した。
1932年7月の選挙ではさらに大幅に得票率を減らし、わずかに7議席の泡沫政党と化した。急速に政界での影響力を弱め、ナチス党が政権を掌握した後の1933年7月4日には自主解散させられた。
第二次世界大戦の後、旧ドイツ人民党の勢力は自由民主党の創設に加わった。

## 党首
党首である議長（Vorsitzender）は以下の通り。
- 1918年11月23日 - 1929年10月5日、グスタフ・シュトレーゼマン
- 1929年11月14日 - 1930年11月30日、エルンスト・ショルツ（ドイツ語版）
- 1930年11月30日 - 1933年7月4日、エドゥアルト・ディンゲルダイ（ドイツ語版）

## 選挙結果

### 国会総選挙
| 選挙日             | 得票        | 得票率 | 獲得議席 (総議席) | 順位  |
| ------------------ | ----------- | ------ | ----------------- | ----- |
| 1919年1月19日      | 1,345,638票 | 4.4%   | 19議席（421議席） | 第6党 |
| 1920年6月6日       | 3,919,446票 | 13.9%  | 62議席（459議席） | 第4党 |
| 1924年5月4日       | 2,694,381票 | 9.2%   | 45議席（472議席） | 第5党 |
| 1924年12月7日      | 3,049,064票 | 10.1%  | 51議席（493議席） | 第4党 |
| 1928年5月20日      | 2,679,703票 | 8.7%   | 45議席（491議席） | 第5党 |
| 1930年9月14日      | 1,577,365票 | 4.7%   | 30議席（577議席） | 第6党 |
| 1932年7月31日      | 436,002票   | 1.2%   | 7議席（608議席）  | 第7党 |
| 1932年11月6日      | 660,889票   | 1.9%   | 11議席（584議席） | 第7党 |
| 1933年3月5日       | 432,312票   | 1.1%   | 2議席（647議席）  | 第9党 |
| 出典：Gonschior.de |             |        |                   |       |

### 大統領選挙
| 選挙日                  | 党の大統領候補 | 得票         | 得票率 | 結果 |
| ----------------------- | -------------- | ------------ | ------ | ---- |
| 1925年3月29日(一次投票) | カール・ヤレス | 10,416,658票 | 38.8%  | 落選 |
| 出典：Gonschior.de      |                |              |        |      |